# حلزون بستاني
حلزون بستاني نوع من الحلزون متوسط القد، لونه إلى الأصفر الليموني المؤذر بالأسود. يأتي في المرتبة الثالثة من حيث جودة الصنف لكنه سهل التربية وكثير النتاج.